# Трушники (Пермский край)
Трушники — село в Чернушинском районе Пермского края. Административный центр Трушниковского сельского поселения.
Село находится примерно в 14 км к югу от центра города Чернушки.
Основано в 1835г.

## Население
Численность населения составляла: 23 человека (1850 год), 773 человека (1926 год).
В 2005 году численность населения составляла 644 человека.
По результатам переписи 2010 года численность населения составила 605 человек, в том числе 306 мужчин и 299 женщин.